# Montrose (Georgia)
Montrose è un comune degli Stati Uniti d'America, situato nello Stato della Georgia, nella contea di Laurens.